# 25e méridien est

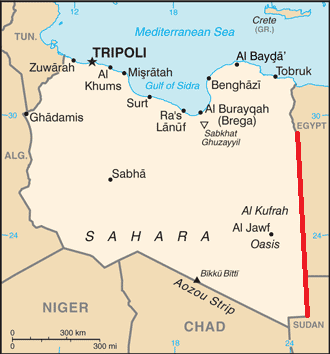
Le 25e méridien sert de frontière à la Libye avec ses voisins égyptiens et soudanais.

En géographie, le 25e méridien est est le méridien joignant les points de la surface de la Terre dont la longitude est égale à 25° est.

## Géographie

### Dimensions
Comme tous les autres méridiens, la longueur du 25e méridien correspond à une demi-circonférence terrestre, soit 20 003,932 km. Au niveau de l'équateur, il est distant du méridien de Greenwich de 2 783 km,.
Avec le 155e méridien ouest, il forme un grand cercle passant par les pôles géographiques terrestres.

### Régions traversées
En commençant par le pôle Nord et descendant vers le sud au pôle Sud, Le 25e méridien est passe par:
| Coordonnées          | Pays, territoire ou mer          | Notes |
| -------------------- | -------------------------------- | --- |
| 90° 00′ N, 25° 00′ E | Océan Arctique                   | |
| 80° 15′ N, 25° 00′ E | Norvège                          | Île de Nordaustlandet, Svalbard |
| 79° 20′ N, 25° 00′ E | Mer de Barents                   | |
| 76° 29′ N, 25° 00′ E | Norvège                          | Île de Hopen, Svalbard |
| 76° 26′ N, 25° 00′ E | Mer de Barents                   | |
| 71° 02′ N, 25° 00′ E | Norvège                          | |
| 68° 37′ N, 25° 00′ E | Finlande                         | |
| 65° 38′ N, 25° 00′ E | Mer Baltique                     | Golfe de Botnie |
| 65° 03′ N, 25° 00′ E | Finlande                         | île de Hailuoto |
| 65° 02′ N, 25° 00′ E | Mer Baltique                     | Golfe de Botnie |
| 64° 55′ N, 25° 00′ E | Finlande                         | Passe par Helsinki |
| 60° 10′ N, 25° 00′ E | Mer Baltique                     | Golfe de Finlande |
| 59° 39′ N, 25° 00′ E | Estonie                          | Île de Prangli |
| 59° 37′ N, 25° 00′ E | Mer Baltique                     | Golfe de Finlande |
| 59° 29′ N, 25° 00′ E | Estonie                          | Passe juste à l'est de Tallinn |
| 58° 00′ N, 25° 00′ E | Lettonie                         | |
| 56° 18′ N, 25° 00′ E | Lituanie                         | |
| 54° 09′ N, 25° 00′ E | Biélorussie                      | |
| 51° 55′ N, 25° 00′ E | Ukraine                          | Oblast de Volhynie — passe juste à l'ouest de Lutsk Oblast de Lviv — passe juste à l'est de Zolotchiv Oblast de Ternopil — passe juste à l'est de Berejany Oblast d'Ivano-Frankivsk — passe par Kolomya Oblast de Tchernivtsi |
| 47° 44′ N, 25° 00′ E | Roumanie                         | |
| 43° 44′ N, 25° 00′ E | Bulgarie                         | |
| 41° 23′ N, 25° 00′ E | Grèce                            | |
| 40° 57′ N, 25° 00′ E | Mer Méditerranée                 | Mer Égée - passe juste à l'ouest de l'île de Lemnos, Grèce |
| 39° 33′ N, 25° 00′ E | Grèce                            | Île de Agios Efstratios |
| 39° 29′ N, 25° 00′ E | Mer Méditerranée                 | Mer Égée |
| 37° 46′ N, 25° 00′ E | Grèce                            | Passe juste par le point le plus oriental de l'île d'Andros |
| 37° 46′ N, 25° 00′ E | Mer Méditerranée                 | Mer Égée |
| 37° 40′ N, 25° 00′ E | Grèce                            | Île de Tinos |
| 37° 38′ N, 25° 00′ E | Mer Méditerranée                 | Mer Égée - passe juste à l'est de l'île de Syros, Grèce |
| 36° 59′ N, 25° 00′ E | Grèce                            | Île de Despotiko |
| 36° 57′ N, 25° 00′ E | Mer Méditerranée                 | Mer Égée Passe entre les îles de Folegandros et Sikinos, Grèce |
| 36° 36′ N, 25° 00′ E | Mer Méditerranée                 | Mer de Crète |
| 35° 25′ N, 25° 00′ E | Grèce                            | Crète |
| 34° 56′ N, 25° 00′ E | Mer Méditerranée                 | |
| 31° 57′ N, 25° 00′ E | Libye                            | |
| 31° 30′ N, 25° 00′ E | Égypte                           | |
| 30° 50′ N, 25° 00′ E | Libye                            | Sur environ 12 km |
| 30° 44′ N, 25° 00′ E | Égypte                           | |
| 29° 15′ N, 25° 00′ E | Libye / Égypte border            | |
| 22° 00′ N, 25° 00′ E | Libye / Soudan border            | |
| 20° 00′ N, 25° 00′ E | Soudan                           | |
| 9° 58′ N, 25° 00′ E  | Soudan du Sud                    | |
| 7° 58′ N, 25° 00′ E  | République centrafricaine        | |
| 5° 00′ N, 25° 00′ E  | République démocratique du Congo | |
| 11° 15′ S, 25° 00′ E | Zambie                           | |
| 17° 36′ S, 25° 00′ E | Namibie                          | Bande de Caprivi |
| 17° 43′ S, 25° 00′ E | Botswana                         | Passe par le Pan de Makgadikgadi |
| 25° 45′ S, 25° 00′ E | Afrique du Sud                   | Nord-Ouest Cap-Nord - Sur environ 8 km Nord-ouest Cap-Nord - sur environ 8 km État libre Cap-Nord Cap-Oriental |
| 33° 59′ S, 25° 00′ E | Océan Indien                     | |
| 60° 00′ S, 25° 00′ E | Océan Austral                    | |
| 70° 07′ S, 25° 00′ E | Antarctique                      | Terre de la Reine-Maud, revendiquée par la Norvège |